# Moti Yogev
Mordechai "Moti" Yogev, född i februari 1956 i Haifa, är en före detta IDF-överste och israelisk-judisk politiker som tjänstgjorde som ledamot av Knesset för det sionistiska ytterhögerpartiet Judiskt hem 2013 till 2020. Han har tidigare varit generalsekreterare för Bnei Akiva (den största sionistiska ungdomsrörelsen i världen) och under en period även chef för Mateh Binyamins regionala råd.

## Uppväxt och militär verksamhet
Vogev växte upp i stadsdelen Nave Shaanan i Haifa. Efter grundskola och gymnasium tog han värvning i IDF 1974 och anmälde sig som frivillig för Sayeret Shaked. Han ägnade flera år åt det militära och var bland annat chef respektive befälhavare inom infanteribataljonen och fallskärmsjägarbataljonen. 

## Politisk karriär

### Avslut
I januari 2020 meddelade han att han skulle lämna politiken eftersom han placerats först på elfte plats på Yamina-listan (Yamina var en valallians på den religiösa högerkanten där partiet Judiskt hem ingick.)

## Familj
Yogev är gift och har tre barn. Han bor i den isreliska bosättningen Doley på Västbanken. 